# Rubén Reig
Pour les articles homonymes, voir Reig et Conejero.
Reig  Conejero est un nom espagnol. Le premier nom de famille, en général paternel, est Reig ; le second, en général maternel, souvent omis, est Conejero.
Rubén Reig Conejero, né le 29 septembre 1986 à Sax, est un coureur cycliste espagnol.

## Palmarès et résultats

### Palmarès par année
- 2004
  -  Champion d'Espagne sur route juniors
  - 3e de la Bizkaiko Itzulia
- 2006
  - Ereñoko Udala Sari Nagusia
  - Gran Premio San José
  - Tour de Valladolid :
    - Classement général
    - 1re étape

  - Klasika Lemoiz
  - Andra Mari Sari Nagusia
  - 2e du San Gregorio Saria
  - 2e du Mémorial Sabin Foruria
- 2007
  - Klasika Lemoiz
  - Circuito Sollube

### Classements mondiaux
| Année           | 2009   |
| --------------- | ------ |
| UCI Europe Tour | 1 079e |